# ケラチン

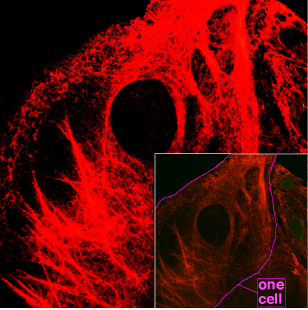
ケラチンの顕微鏡写真

ケラチン（独、英: Keratin）とは、細胞骨格を構成するタンパク質の一つ。細胞骨格には太い方から順に、微小管、中間径フィラメント、アクチンフィラメントと3種類あるが、このうち、上皮細胞の中間径フィラメントを構成するタンパク質がケラチンである。
毛、爪等のほか、洞角、爬虫類や鳥類の鱗、嘴などといった角質組織において、上皮細胞は硬質ケラチンと呼ばれる特殊なケラチンから成る中間径繊維で満たされて死に、硬化する。硬質ケラチンは水をはじめとして多くの中性溶媒に不溶で、タンパク質分解酵素の作用も受けにくい性質を持っている。これは、ケラチンの特徴であるシスチン含有量の高い（羊毛で約11%）アミノ酸組成に起因している。ペプチド鎖（多数のアミノ酸が鎖状に結合したケラチンの主構造）はシスチンに由来する多くのジスルフィド結合（S-S結合）で網目状に結ばれている。なお、髪の毛や爪を燃やした際、不快な臭いが発生するのはこの硫黄分に起因する。
粘膜などの角質化しない上皮細胞においてもケラチンは中間径繊維の構成タンパク質として重要な役割を果たしており、上皮組織のシート状構造はケラチン繊維によって機械的強度を保っている。

## 毛ケラチン
毛包で合成されるケラチンを「毛ケラチン」という。育毛剤などの広告では「頭髪の90～99%をケラチンが占める」という広告が散見される（広告は出典にできないため、各自で参照されたい）。広島大学とミルボンの共同研究によれば、毛髪にケラチンが占める割合は「約85%」である。

## ハードケラチンとソフトケラチン
ケラチンは、ハードケラチン（硬ケラチン）と、ソフトケラチン（軟ケラチン ）の2通りに分かれる。ハードケラチンは、ヒトの頭髪や爪、動物の角・蹄・くちばしなどの主成分である。ソフトケラチンは、皮膚や舌などの組織に含まれる。